# Schizymenium latifolium
Schizymenium latifolium là một loài Rêu trong họ Bryaceae. Loài này được (Herzog) A.J. Shaw miêu tả khoa học đầu tiên năm 1985.